# 115e Amerikaans Congres
Het 115e Amerikaans Congres was een zitting van het Congres van de Amerikaanse federale overheid. Het Amerikaans Congres bestaat uit de Amerikaanse Senaat en het Huis van Afgevaardigden. De termijn van dit Congres liep van 3 januari 2017 tot en met 3 januari 2019. Dit waren de laatste weken van de ambtstermijn van Barack Obama en de eerste twee jaren van de eerste ambtstermijn van president Donald Trump. Na de verkiezingen in 2016 behielden de Republikeinen hun meerderheid in beide kamers.

## Data van sessies
3 januari 2017 - 3 januari 2019
- 1e sessie: 3 januari 2017 - 3 januari 2018
- 2e sessie  3 januari 2018  - 3 januari 2019

## Gebeurtenissen
- 20 januari 2017: Donald Trump volgt Barack Obama op als president van de Verenigde Staten en Mike Pence wordt de opvolger van Joe Biden als vicepresident van de Verenigde Staten.
- 7 februari 2017: Mike Pence verbrak de patstelling (50-50) in de Senaat omtrent de benoeming van Betsy DeVos als minister van Onderwijs. Het is de eerste keer in de geschiedenis dat de voorzitter van de Senaat (de vicepresident) de beslissende stem moest leveren rondom de benoeming van een kabinetslid.
- 6 oktober 2018: de Senaat stemt in met de benoeming van Brett Kavanaugh tot rechter in het Hooggerechtshof van de Verenigde Staten.

## Zetelverdeling

### Senaat

115de Senaat

|                                      | Partij (Meerderheid gekleurd) | Partij (Meerderheid gekleurd) | Partij (Meerderheid gekleurd) | Totaal |   |
| ------------------------------------ | ----------------------------- | ----------------------------- | ----------------------------- | ------ | - |
|                                      |                               |                               |                               | Totaal |   |
| Democraten                           | Onafhankelijk                 | Republikeinen                 | Vacant                        | Totaal |   |
| 115de Senaat                         | 46                            | 2                             | 52                            | 100    | 0 |
| Samenstelling (vanaf 3 januari 2017) | 46                            | 2                             | 52                            | 100    | 0 |
|                                      | 46%                           | 2%                            | 52%                           |        |   |

### Huis van Afgevaardigden

115de Huis van afgevaardigden

|                          | Partij (Meerderheid gekleurd) | Partij (Meerderheid gekleurd) | Partij (Meerderheid gekleurd) | Totaal | Vacant |  |
| ------------------------ | ----------------------------- | ----------------------------- | ----------------------------- | ------ | ------ |  |
|                          |                               |                               |                               | Totaal | Vacant |  |
| Democraten               | Onafhankelijk                 | Republikeinen                 |                               | Totaal | Vacant |  |
| Einde van vorige Congres | 187                           | 0                             | 246                           | 433    | 2      |  |
|                          |                               |                               |                               |        |        |  |
| Begin (3 januari 2017)   | 194                           | 0                             | 241                           | 435    | 0      |  |
| Latest voting share      | 45%                           | 0%                            | 52%                           |        |        |  |
| Non-voting members       | 3                             | 1                             | 2                             | 6      | 0      |  |

## Leiding

### Senaat
- Voorzitter: Joe Biden (D), tot 20 januari 2017
  - Mike Pence (R), vanaf 20 januari 2017
- President pro tempore: Orrin Hatch (R)
- President pro tempore emeritus: Patrick Leahy (D)

#### Republikeinse Partij
- Meerderheidsleider: Mitch McConnell
- Meerderheidswhip: John Cornyn

#### Democratische Partij
- Minderheidsleider: Chuck Schumer
- Minderheidswhip: Dick Durbin

### Huis van Afgevaardigden
- Voorzitter: Paul Ryan (R)

#### Republikeinse Partij
- Meerderheidsleider: Kevin McCarthy
- Meerderheidswhip: Steve Scalise

#### Democratische Partij
- Minderheidsleider: Nancy Pelosi
- Minderheidswhip: Steny Hoyer

## Leden van de Senaat
(R) = Republikein, (D) = Democraat, (I) = Onafhankelijk  
| Staat                                                                                     | Senior senator             | Junior senator           |
| ----------------------------------------------------------------------------------------- | -------------------------- | ------------------------ |
| Alabama                                                                                   | Richard Shelby (R)         | Jeff Sessions (R)        |
| Alaska                                                                                    | Lisa Murkowski (R)         | Dan Sullivan (R)         |
| Arizona                                                                                   | John McCain (R)            | Jeff Flake (R)           |
| Arkansas                                                                                  | John Boozman (R)           | Tom Cotton (R)           |
| Californië                                                                                | Dianne Feinstein (D)       | Kamala Harris (D)        |
| Colorado                                                                                  | Michael Bennet (D)         | Cory Gardner (R)         |
| Connecticut                                                                               | Richard Blumenthal (D)     | Chris Murphy (D)         |
| Delaware                                                                                  | Tom Carper (D)             | Chris Coons (D)          |
| Florida                                                                                   | Bill Nelson (D)            | Marco Rubio (R)          |
| Georgia                                                                                   | Johnny Isakson (R)         | David Perdue (R)         |
| Hawaï                                                                                     | Brian Schatz (D)           | Mazie Hirono (D)         |
| Idaho                                                                                     | Mike Crapo (R)             | Jim Risch (R)            |
| Illinois                                                                                  | Dick Durbin (D)            | Tammy Duckworth (D)      |
| Indiana                                                                                   | Todd Young (R)             | Joe Donnelly (D)         |
| Iowa                                                                                      | Chuck Grassley (R)         | Joni Ernst (R)           |
| Kansas                                                                                    | Pat Roberts (R)            | Jerry Moran (R)          |
| Kentucky                                                                                  | Mitch McConnell (R)        | Rand Paul (R)            |
| Louisiana                                                                                 | John Neely Kennedy (R)     | Bill Cassidy (R)         |
| Maine                                                                                     | Susan Collins (R)          | Angus King (I)           |
| Maryland                                                                                  | Chris Van Hollen (D)       | Ben Cardin (D)           |
| Massachusetts                                                                             | Elizabeth Warren (D)       | Ed Markey (D)            |
| Michigan                                                                                  | Debbie Stabenow (D)        | Gary Peters (D)          |
| Minnesota                                                                                 | Amy Klobuchar (D)          | Al Franken (D)           |
| Mississippi                                                                               | Thad Cochran (R)           | Roger Wicker (R)         |
| Missouri                                                                                  | Claire McCaskill (D)       | Roy Blunt (R)            |
| Montana                                                                                   | Jon Tester (D)             | Steve Daines (R)         |
| Nebraska                                                                                  | Deb Fischer (R)            | Ben Sasse (R)            |
| Nevada                                                                                    | Catherine Cortez Masto (D) | Dean Heller (R)          |
| New Hampshire                                                                             | Jeanne Shaheen (D)         | Maggie Hassan (D)        |
| New Jersey                                                                                | Bob Menendez (D)           | Cory Booker (D)          |
| New Mexico                                                                                | Tom Udall (D)              | Martin Heinrich (D)      |
| New York                                                                                  | Charles Schumer (D)        | Kirsten Gillibrand (D)   |
| North Carolina                                                                            | Richard Burr (R)           | Thom Tillis (R)          |
| North Dakota                                                                              | John Hoeven (R)            | Heidi Heitkamp (D)       |
| Ohio                                                                                      | Sherrod Brown (D)          | Rob Portman (R)          |
| Oklahoma                                                                                  | Jim Inhofe (R)             | James Lankford (R)       |
| Oregon                                                                                    | Ron Wyden (D)              | Jeff Merkley (D)         |
| Pennsylvania                                                                              | Bob Casey (D)              | Pat Toomey (R)           |
| Rhode Island                                                                              | Jack Reed (D)              | Sheldon Whitehouse (D)   |
| South Carolina                                                                            | Lindsey Graham (R)         | Tim Scott (R)            |
| South Dakota                                                                              | John Thune (R)             | Mike Rounds (R)          |
| Tennessee                                                                                 | Lamar Alexander (R)        | Bob Corker (R)           |
| Texas                                                                                     | John Cornyn (R)            | Ted Cruz (R)             |
| Utah                                                                                      | Orrin Hatch (R)            | Mike Lee (R)             |
| Vermont                                                                                   | Patrick Leahy (D)          | Bernie Sanders (I)       |
| Virginia                                                                                  | Mark Warner (D)            | Tim Kaine (D)            |
| Washington                                                                                | Patty Murray (D)           | Maria Cantwell (D)       |
| West Virginia                                                                             | Joe Manchin (D)            | Shelley Moore Capito (R) |
| Wisconsin                                                                                 | Tammy Baldwin (D)          | Ron Johnson (R)          |
| Wyoming                                                                                   | Mike Enzi (R)              | John Barrasso (R)        |
| 46 Democraten (D) , 52 Republikeinen (R) , 2 onafhankelijke (I) meerderheid bij 51 zetels |                            |                          |

## Leden van het Huis van Afgevaardigden

### Alabama
(6 Republikeinen, 1 Democraten)
- 1. Bradley Byrne (R)
- 2. Martha Roby (R)
- 3. Mike D. Rogers (R)
- 4. Robert Aderholt (R)
- 5. Mo Brooks (R)
- 6. Gary Palmer (R)
- 7. Terri Sewell (D)

### Alaska
(1 Republikein)
- Don Young (R)

### Arizona
(5 Republikeinen, 4 Democraten)
- 1. Tom O’Halleran (D)
- 2. Martha McSally (R)
- 3. Raúl Grijalva (D)
- 4. Paul Gosar (R)
- 5. Andy Biggs (R)
- 6. David Schweikert (R)
- 7. Ruben Gallego (D)
- 8. Trent Franks (R)
- 9. Kyrsten Sinema (D)

### Arkansas
(4 Republikeinen)
- 1. Rick Crawford (R)
- 2. French Hill (R)
- 3. Steve Womack (R)
- 4. Bruce Westerman (R)

### Californië
(39 Democraten, 14 Republikeinen)
- 1. Doug LaMalfa (R)
- 2. Jared Huffman (D)
- 3. John Garamendi (D)
- 4. Tom McClintock (R)
- 5. Mike Thompson (D)
- 6. Doris Matsui (D)
- 7. Ami Bera (D)
- 8. Paul Cook (R)
- 9. Jerry McNerney (D)
- 10. Jeff Denham (R)
- 11. Mark DeSaulnier (D)
- 12. Nancy Pelosi (D)
- 13. Barbara Lee (D)
- 14. Jackie Speier (D)
- 15. Eric Swalwell (D)
- 16. Jim Costa (D)
- 17. Ro Khanna (D)
- 18. Anna Eshoo (D)
- 19. Zoe Lofgren (D)
- 20. Jimmy Panetta (D)
- 21. David Valadao (R)
- 22. Devin Nunes (R)
- 23. Kevin McCarthy (R)
- 24. Salud Carbajal (D)
- 25. Steve Knight (R)
- 26. Julia Brownley (D)
- 27. Judy Chu (D)
- 28. Adam Schiff (D)
- 29. Tony Cardenas (D)
- 30. Brad Sherman (D)
- 31. Pete Aguilar (D)
- 32. Grace Napolitano (D)
- 33. Ted Lieu (D)
- 34. Xavier Becerra (D)
- 35. Norma Torres (D)
- 36. Raul Ruiz (D)
- 37. Karen Bass (D)
- 38. Linda Sánchez (D)
- 39. Ed Royce (R)
- 40. Lucille Roybal-Allard (D)
- 41. Mark Takano (D)
- 42. Ken Calvert (R)
- 43. Maxine Waters (D)
- 44. Nanette Barragán (D)
- 45. Mimi Walters (R)
- 46. Lou Correa (D)
- 47. Alan Lowenthal (D)
- 48. Dana Rohrabacher (R)
- 49. Darrell Issa (R)
- 50. Duncan D. Hunter (R)
- 51. Juan Vargas (D)
- 52. Scott Peters (D)
- 53. Susan Davis (D)

### Colorado
(4 Republikeinen, 3 Democraten)
- 1. Diana DeGette (D)
- 2. Jared Polis (D)
- 3. Scott Tipton (R)
- 4. Ken Buck (R)
- 5. Doug Lamborn (R)
- 6. Mike Coffman (R)
- 7. Ed Perlmutter (D)

### Connecticut
(5 Democraten)
- 1. John Larson (D)
- 2. Joe Courtney (D)
- 3. Rosa DeLauro (D)
- 4. Jim Himes (D)
- 5. Elizabeth Esty (D)

### Delaware
(1 Democraten)
- 1. Lisa Blunt Rochester (D)

### Florida
(16 Republikeinen, 11 Democraten)
- 1. Matt Gaetz (R)
- 2. Neal Dunn (R)
- 3. Ted Yoho (R)
- 4. John Rutherford (R)
- 5. Al Lawson (D)
- 6. Ron DeSantis (R)
- 7. Stephanie Murphy (D)
- 8. Bill Posey (R)
- 9. Darren Soto (D)
- 10. Val Demings (D)
- 11. Daniel Webster (R)
- 12. Gus Bilirakis (R)
- 13. Charlie Crist (D)
- 14. Kathy Castor (D)
- 15. Dennis A. Ross (R)
- 16. Vern Buchanan (R)
- 17. Tom Rooney (R)
- 18. Brian Mast (R)
- 19. Francis Rooney (R)
- 20. Alcee Hastings (D)
- 21. Lois Frankel (D)
- 22. Ted Deutch (D)
- 23. Debbie Wasserman Schultz (D)
- 24. Frederica Wilson (D)
- 25. Mario Diaz-Balart (R)
- 26. Carlos Curbelo (R)
- 27. Ileana Ros-Lehtinen (R)

### Georgia
(10 Republikeinen, 4 Democraten)
- 1. Buddy Carter (R)
- 2. Sanford Bishop (D)
- 3. Drew Ferguson (R)
- 4. Hank Johnson (D)
- 5. John Lewis (D)
- 6. Tom Price (R)
- 7. Rob Woodall (R)
- 8. Austin Scott (R)
- 9. Doug Collins (R)
- 10. Jody Hice (R)
- 11. Barry Loudermilk (R)
- 12. Rick W. Allen (R)
- 13. David Scott (D)
- 14. Tom Graves (R)

### Hawaï
(2 Democraten)
- 1. Colleen Hanabusa (D)
- 2. Tulsi Gabbard (D)

### Idaho
(2 Republikeinen)
- 1. Raúl Labrador (R)
- 2. Mike Simpson (R)

### Illinois
(11 Democraten, 7 Republikeinen)
- 1. Bobby L. Rush (D)
- 2. Robin Kelly (D)
- 3. Dan Lipinski (D)
- 4. Luis Gutiérrez (D)
- 5. Michael Quigley (D)
- 6. Peter Roskam (R)
- 7. Danny K. Davis (D)
- 8. Raja Krishnamoorthi (D)
- 9. Jan Schakowsky (D)
- 10. Brad Schneider (D)
- 11. Bill Foster (D)
- 12. Mike Bost (R)
- 13. Rodney L. Davis (R)
- 14. Randy Hultgren (R)
- 15. John Shimkus (R)
- 16. Adam Kinzinger (R)
- 17. Cheri Bustos (D)
- 18. Darin LaHood (R)

### Indiana
(7 Republikeinen, 2 Democraten)
- 1. Pete Visclosky (D)
- 2. Jackie Walorski (R)
- 3. Jim Banks (R)
- 4. Todd Rokita (R)
- 5. Susan Brooks (R)
- 6. Luke Messer (R)
- 7. André Carson (D)
- 8. Larry Bucshon (R)
- 9. Trey Hollingsworth (R)

### Iowa
(3 Republikeinen, 1 Democraat)
- 1. Rod Blum (R)
- 2. David Loebsack (D)
- 3. David Young (R)
- 4. Steve King (R)

### Kansas
(4 Republikeinen)
- 1. Roger Marshall (R)
- 2. Lynn Jenkins (R)
- 3. Kevin Yoder (R)
- 4. Mike Pompeo (R)

### Kentucky
(5 Republikeinen, 1 Democraat)
- 1. James Comer (R)
- 2. Brett Guthrie (R)
- 3. John Yarmuth (D)
- 4. Thomas Massie (R)
- 5. Hal Rogers (R)
- 6. Andy Barr (R)

### Louisiana
(5 Republikeinen, 1 Democraat)
- 1. Steve Scalise (R)
- 2. Cedric Richmond (D)
- 3. Clay Higgins (R)
- 4. Mike Johnson (R)
- 5. Ralph Abraham (R)
- 6. Garret Graves (R)

### Maine
(1 Democraat, 1 Republikein)
- 1. Chellie Pingree (D)
- 2. Bruce Poliquin (R)

### Maryland
(7 Democraten, 1 Republikein)
- 1. Andrew P. Harris (R)
- 2. Dutch Ruppersberger (D)
- 3. John Sarbanes (D)
- 4. Anthony G. Brown (D)
- 5. Steny Hoyer (D)
- 6. John K. Delaney (D)
- 7. Elijah Cummings (D)
- 8. Jamie Raskin (D)

### Massachusetts
(9 Democraten)
- 1. Richard Neal (D)
- 2. Jim McGovern (D)
- 3. Niki Tsongas (D)
- 4. Joseph Patrick Kennedy (D)
- 5. Katherine Clark (D)
- 6. Seth Moulton (D)
- 7. Mike Capuano (D)
- 8. Stephen Lynch (D)
- 9. William R. Keating (D)

### Michigan
(9 Republikeinen, 5 Democraten)
- 1. Jack Bergman (R)
- 2. Bill Huizenga (R)
- 3. Justin Amash (R)
- 4. John Moolenaar (R)
- 5. Dan Kildee (D)
- 6. Fred Upton (R)
- 7. Tim Walberg (R)
- 8. Mike Bishop (R)
- 9. Sander M. Levin (D)
- 10. Paul Mitchell (R)
- 11. David Trott (R)
- 12. Debbie Dingell (D)
- 13. John Conyers (D)
- 14. Brenda Lawrence (D)

### Minnesota
(5 Democraten, 3 Republikeinen)
- 1. Tim Walz (D)
- 2. Jason Lewis (R)
- 3. Erik Paulsen (R)
- 4. Betty McCollum (D)
- 5. Keith Ellison (D)
- 6. Tom Emmer (R)
- 7. Collin Peterson (D)
- 8. Rick Nolan (D)

### Mississippi
(3 Republikeinen, 1 Democraat)
- 1. Trent Kelly (R)
- 2. Bennie Thompson (D)
- 3. Gregg Harper (R)
- 4. Steven Palazzo (R)

### Missouri
(6 Republikeinen, 2 Democraten)
- 1. William Lacy Clay (D)
- 2. Ann Wagner (R)
- 3. Blaine Luetkemeyer (R)
- 4. Vicky Hartzler (R)
- 5. Emanuel Cleaver (D)
- 6. Sam Graves (R)
- 7. Billy Long (R)
- 8. Jason T. Smith (R)

### Montana
(1 Republikein)
- 1. Ryan Zinke (R)

### Nebraska
(3 Republikeinen)
- 1. Jeff Fortenberry (R)
- 2. Don Bacon (R)
- 3. Adrian Smith (R)

### Nevada
(3 Democraten, 1 Republikein)
- 1. Dina Titus (D)
- 2. Mark Amodei (R)
- 3. Jacky Rosen (D)
- 4. Ruben Kihuen (D)

### New Hampshire
(2 Democraten)
- 1. Carol Shea-Porter (D)
- 2. Ann McLane Kuster (D)

### New Jersey
(7 Democraten, 5 Republikeinen)
- 1. Donald Norcross (D)
- 2. Frank LoBiondo (R)
- 3. Tom MacArthur (R)
- 4. Chris Smith (R)
- 5. Josh Gottheimer (D)
- 6. Frank Pallone (D)
- 7. Leonard Lance (R)
- 8. Albio Sires (D)
- 9. Bill Pascrell (D)
- 10. Donald Payne Jr. (D)
- 11. Rodney Frelinghuysen (R)
- 12. Bonnie Watson Coleman (D)

### New Mexico
(2 Democraten, 1 Republikein)
- 1. Michelle Lujan Grisham (D)
- 2. Steve Pearce (R)
- 3. Ben R. Luján (D)

### New York
(18 Democraten, 9 Republikeinen)
- 1. Lee Zeldin (R)
- 2. Peter T. King (R)
- 3. Thomas Suozzi (D)
- 4. Kathleen Rice (D)
- 5. Gregory Meeks (D)
- 6. Grace Meng (D)
- 7. Nydia Velázquez (D)
- 8. Hakeem Jeffries (D)
- 9. Yvette Clarke (D)
- 10. Jerrold Nadler (D)
- 11. Dan Donovan (R)
- 12. Carolyn Maloney (D)
- 13. Adriano Espaillat (D)
- 14. Joseph Crowley (D)
- 15. José Serrano (D)
- 16. Eliot Engel (D)
- 17. Nita Lowey (D)
- 18. Sean Patrick Maloney (D)
- 19. John Faso (R)
- 20. Paul Tonko (D)
- 21. Elise Stefanik (R)
- 22. Claudia Tenney (R)
- 23. Tom Reed (R)
- 24. John Katko (R)
- 25. Louise Slaughter (D)
- 26. Brian Higgins (D)
- 27. Chris Collins (R)

### North Carolina
(10 Republikeinen, 3 Democraten)
- 1. G. K. Butterfield (D)
- 2. George Holding (R)
- 3. Walter B. Jones (R)
- 4. David Price (D)
- 5. Virginia Foxx (R)
- 6. Mark Walker (R)
- 7. David Rouzer (R)
- 8. Richard Hudson (R)
- 9. Robert Pittenger (R)
- 10. Patrick McHenry (R)
- 11. Mark Meadows (R)
- 12. Alma Adams (D)
- 13. Ted Budd (R)

### North Dakota
(1 Republikein)
- 1. Kevin Cramer (R)

### Ohio
(12 Republikeinen, 4 Democraten)
- 1. Steve Chabot (R)
- 2. Brad Wenstrup (R)
- 3. Joyce Beatty (D)
- 4. Jim Jordan (R)
- 5. Bob Latta (R)
- 6. Bill Johnson (R)
- 7. Bob Gibbs (R)
- 8. Warren Davidson (R)
- 9. Marcy Kaptur (D)
- 10. Mike Turner (R)
- 11. Marcia Fudge (D)
- 12. Pat Tiberi (R)
- 13. Tim Ryan (D)
- 14. David Joyce (R)
- 15. Steve Stivers (R)
- 16. Jim Renacci (R)

### Oklahoma
(5 Republikeinen)
- 1. Jim Bridenstine (R)
- 2. Markwayne Mullin (R)
- 3. Frank Lucas (R)
- 4. Tom Cole (R)
- 5. Steve Russell (R)

### Oregon
(4 Democraten, 1 Republikein)
- 1. Suzanne Bonamici (D)
- 2. Greg Walden (R)
- 3. Earl Blumenauer (D)
- 4. Peter DeFazio (D)
- 5. Kurt Schrader (D)

### Pennsylvania
(13 Republikeinen, 5 Democraten)
- 1. Bob Brady (D)
- 2. Dwight Evans (D)
- 3. Mike Kelly (R)
- 4. Scott Perry (R)
- 5. Glenn Thompson (R)
- 6. Ryan Costello (R)
- 7. Pat Meehan (R)
- 8. Brian Fitzpatrick (R)
- 9. Bill Shuster (R)
- 10. Tom Marino (R)
- 11. Lou Barletta (R)
- 12. Keith Rothfus (R)
- 13. Brendan Boyle (D)
- 14. Michael F. Doyle (D)
- 15. Charlie Dent (R)
- 16. Lloyd Smucker (R)
- 17. Matt Cartwright (D)
- 18. Tim Murphy (R)

### Rhode Island
(2 Democraten)
- 1. David Cicilline (D)
- 2. James Langevin (D)

### South Carolina
(6 Republikeinen, 1 Democraten)
- 1. Mark Sanford (R)
- 2. Joe Wilson (R)
- 3. Jeff Duncan (R)
- 4. Trey Gowdy (R)
- 5. Mick Mulvaney (R)
- 6. Jim Clyburn (D)
- 7. Tom Rice (R)

### South Dakota
(1 Republikein)
- Kristi Noem (R)

### Tennessee
(7 Republikeinen, 2 Democraten)
- 1. Phil Roe (R)
- 2. Jimmy Duncan (R)
- 3. Chuck Fleischmann (R)
- 4. Scott DesJarlais (R)
- 5. Jim Cooper (D)
- 6. Diane Black (R)
- 7. Marsha Blackburn (R)
- 8. David Kustoff (R)
- 9. Steve Cohen (D)

### Texas
(25 Republikeinen, 11 Democraten)
- 1. Louie Gohmert (R)
- 2. Ted Poe (R)
- 3. Sam Johnson (R)
- 4. John Ratcliffe (R)
- 5. Jeb Hensarling (R)
- 6. Joe Barton (R)
- 7. John Culberson (R)
- 8. Kevin Brady (R)
- 9. Al Green (D)
- 10. Michael McCaul (R)
- 11. Mike Conaway (R)
- 12. Kay Granger (R)
- 13. Mac Thornberry (R)
- 14. Randy Weber (R)
- 15. Vicente González (D)
- 16. Beto O’Rourke (D)
- 17. Bill Flores (R)
- 18. Sheila Jackson Lee (D)
- 19. Jodey Arrington (R)
- 20. Joaquín Castro (D)
- 21. Lamar S. Smith (R)
- 22. Pete Olson (R)
- 23. Will Hurd (R)
- 24. Kenny Marchant (R)
- 25. Roger Williams (R)
- 26. Michael C. Burgess (R)
- 27. Blake Farenthold (R)
- 28. Henry Cuellar (D)
- 29. Gene Green (D)
- 30. Eddie Bernice Johnson (D)
- 31. John Carter (R)
- 32. Pete Sessions (R)
- 33. Marc Veasey (D)
- 34. Filemon Vela (D)
- 35. Lloyd Doggett (D)
- 36. Brian Babin (R)

### Utah
(4 Republikeinen)
- 1. Rob Bishop (R)
- 2. Chris Stewart (R)
- 3. Jason Chaffetz (R)
- 4. Mia Love (R)

### Vermont
(1 Democraten)
- Peter Welch (D)

### Virginia
(7 Republikeinen, 4 Democraten)
- 1. Rob Wittman (R)
- 2. Scott Taylor (R)
- 3. Bobby Scott (D)
- 4. Donald McEachin (D)
- 5. Thomas Garrett (R)
- 6. Bob Goodlatte (R)
- 7. Dave Brat (R)
- 8. Don Beyer (D)
- 9. Morgan Griffith (R)
- 10. Barbara Comstock (R)
- 11. Gerry Connolly (D)

### Washington
(6 Democraten, 4 Republikeinen)
- 1. Suzan DelBene (D)
- 2. Rick Larsen (D)
- 3. Jaime Herrera Beutler (R)
- 4. Dan Newhouse (R)
- 5. Cathy McMorris Rodgers (R)
- 6. Derek Kilmer (D)
- 7. Pramila Jayapal (D)
- 8. Dave Reichert (R)
- 9. Adam Smith (D)
- 10. Dennis Heck (D)

### West Virginia
(3 Republikeinen)
- 1. David McKinley (R)
- 2. Alex Mooney (R)
- 3. Evan Jenkins (R)

### Wisconsin
(5 Republikeinen, 3 Democraten)
- 1. Paul Ryan (R)
- 2. Mark Pocan (D)
- 3. Ron Kind (D)
- 4. Gwen Moore (D)
- 5. Jim Sensenbrenner (R)
- 6. Glenn Grothman (R)
- 7. Sean Duffy (R)
- 8. Mike Gallagher (R)

### Wyoming
(1 Republikein)
- 1. Liz Cheney (R)

### Leden zonder stemrecht
(4 Democraten, 1 Republikein, 1 R/PNP)
- Amata Coleman Radewagen (R, Amerikaans-Samoa)
- Eleanor Holmes Norton (D, Washington D.C.)
- Madeleine Bordallo (D, Guam)
- Gregorio Sablan (D, Noordelijke Marianen)
- Jennifer González (R en PNP, Puerto Rico)
- Stacey Plaskett (D, Amerikaanse Maagdeneilanden)

1 (1789) ·
2 (1791) ·
3 (1793) ·
4 (1795) ·
5 (1797) ·
6 (1799) ·
7 (1801) ·
8 (1803) ·
9 (1805) ·
10 (1807) ·
11 (1809) ·
12 (1811) ·
13 (1813) ·
14 (1815) ·
15 (1817) ·
16 (1819) ·
17 (1821) ·
18 (1823) ·
19 (1825) ·
20 (1827) ·
21 (1829) ·
22 (1831) ·
23 (1833) ·
24 (1835) ·
25 (1837) ·
26 (1839) ·
27 (1841) ·
28 (1843) ·
29 (1845) ·
30 (1847) ·
31 (1849) ·
32 (1851) ·
33 (1853) ·
34 (1855) ·
35 (1857) ·
36 (1859) ·
37 (1861) ·
38 (1863) ·
39 (1865) ·
40 (1867) ·
41 (1869) ·
42 (1871) ·
43 (1873) ·
44 (1875) ·
45 (1877) ·
46 (1879) ·
47 (1881) ·
48 (1883) ·
49 (1885) ·
50 (1887) ·
51 (1889) ·
52 (1891) ·
53 (1893) ·
54 (1895) ·
55 (1897) ·
56 (1899) ·
57 (1901) ·
58 (1903) ·
59 (1905) ·
60 (1907) ·
61 (1909) ·
62 (1911) ·
63 (1913) ·
64 (1915) ·
65 (1917) ·
66 (1919) ·
67 (1921) ·
68 (1923) ·
69 (1925) ·
70 (1927) ·
71 (1929) ·
72 (1931) ·
73 (1933) ·
74 (1935) ·
75 (1937) ·
76 (1939) ·
77 (1941) ·
78 (1943) ·
79 (1945) ·
80 (1947) ·
81 (1949) ·
82 (1951) ·
83 (1953) ·
84 (1955) ·
85 (1957) ·
86 (1959) ·
87 (1961) ·
88 (1963) ·
89 (1965) ·
90 (1967) ·
91 (1969) ·
92 (1971) ·
93 (1973) ·
94 (1975) ·
95 (1977) ·
96 (1979) ·
97 (1981) ·
98 (1983) ·
99 (1985) ·
100 (1987) ·
101 (1989) ·
102 (1991) ·
103 (1993) ·
104 (1995) ·
105 (1997) ·
106 (1999) ·
107 (2001) ·
108 (2003) ·
109 (2005) ·
110 (2007) ·
111 (2009) ·
112 (2011) ·
113 (2013) ·
114 (2015) ·
115 (2017) ·
116 (2019) ·
117 (2021) ·
118 (2023)